# Lene Brøndum
Lene Brøndum (Aalborg, 26 giugno 1947) è un'attrice danese, vincitrice del premio Guldbagge come miglior attrice.

## Biografia
Attrice teatrale, cinematografica e televisiva, diviene nota al grande pubblico grazie alla partecipazione a Monopoly, serie televisiva di successo danese.

## Filmografia parziale

### Cinema
- Hip hip hurra!, regia di Kjell Grede (1987)

### Televisione
- Monopoly (Matador) (1978-1982)

## Riconoscimenti
- Guldbagge
  - 1988 - Miglior attrice per Hip hip hurra!
- Premio Robert
  - 1988 - Miglior attrice non protagonista per Hip hip hurra!
- European Film Awards
  - 1988 - Candidata a miglior attrice non protagonista per Hip hip hurra!